# Município de Monroe (condado de Holmes, Ohio)
O município de Monroe (em inglês: Monroe Township) é um município localizado no condado de Holmes no estado estadounidense de Ohio. No ano de 2010 tinha uma população de 1.573 habitantes e uma densidade populacional de 25,21 pessoas por km².

## Geografia
O município de Monroe encontra-se localizado nas coordenadas 40° 33′ 34″ N, 82° 01′ 36″ O. Segundo a Departamento do Censo dos Estados Unidos, o município tem uma superfície total de 62.4 km², da qual 62,31 km² correspondem a terra firme e (0,13 %) 0,08 km² é água.

## Demografia
Segundo o censo de 2010, tinha 1.573 habitantes residindo no município de Monroe. A densidade populacional era de 25,21 hab./km². Dos 1.573 habitantes, o município de Monroe estava composto pelo 98,6 % brancos, o 0,7 % eram afroamericanos, o 0,25 % eram asiáticos e o 0,45 % eram de uma mistura de raças. Do total da população o 0,32 % eram hispanos ou latinos de qualquer raça.